# Santa Teresa del Bambino Gesù (Anzio)

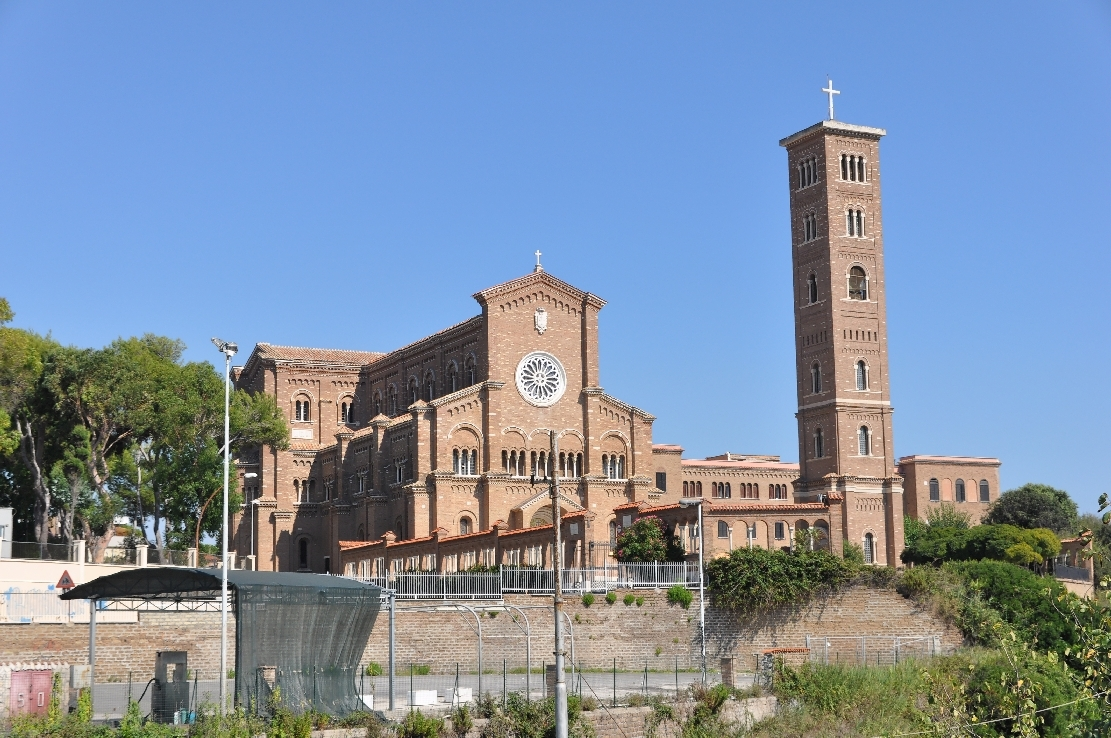
Santa Teresa del Bambino Gesù

Die Basilika Santa Teresa del Bambino Gesù ist eine römisch-katholische Kirche im Anzio in der Metropolitanstadt Rom, Italien. Die Pfarrkirche des Bistums Albano trägt den Titel einer Basilica minor. Sie wurde in den 1920er und 1930er Jahren im Stil der Neuromanik erbaut.

## Geschichte
Nachdem Therese von Lisieux mit dem Ordensnamen Thérèse de l’Enfant Jésus et de la Sainte Face am 17. Mai 1925 nur 28 Jahre nach ihrem Tod heiliggesprochen worden war, wurde aus Begeisterung der Bevölkerung in Anzio und der Karmeliten der Bau einer ihr gewidmeten Kirche initiiert, deren Grundstein bereits am 8. August 1926 von Diözesanbischof Kardinal Granito Pignatelli gelegt wurde. Die Kirche wurde 1939 fertiggestellt und geweiht. Dazu gab es Botschaften von Papst Pius XI., in der er Terese als „Stern seines Pontifikats“ bezeichnete, und der Schwestern der Heiligen.
Die Kirche wurde 1959 durch Papst Johannes XXIII. in den Rang einer Basilica minor erhoben.

## Architektur
Die Fassade der vom römischen Architekten Alfredo Paoletti im fast klösterlichen Stil in Anlehnung der Spätromantik entworfene neuromanische Kirche wird von flachen seitlichen Pilastern geprägt. Der zentrale Körper wird durch zwei Pilaster begrenzt, die bis zum schmalen Giebel reichen, das Portal öffnet sich unter einer kleinen Veranda. Die zweibogigen Fenster ruhen auf einem Gesims, das von ornamentalen Bögen im arabeskischen Stil unterstrichen wird. Die dreischiffige Basilika auf  dem Grundriss eines lateinischen Kreuzes ist 50 m lang, 20 m breit und 25 m hoch. Die Kirchenschiffe werden von einer Säulenreihe gegliedert, die Bögen unterschiedlicher Größe tragen und zu einer hohen Apsis führen. Über den seitlichen Triforien öffnen sich Sprossenfenster. Die Kirchenschiffe sind mit Kreuzgratgewölben bedeckt und besitzt einen bedeutenden Marmorfußboden. Vor der Basilika erhebt sich der hohe, quadratische Campanile, gewidmet den Gefallenen der Schlacht von Anzio 1944.

## Ausstattung
Der elegante und prächtige Hochaltar mit der Inschrift „Ex voto Pii XI Papae“ besteht aus einem Geflecht kleiner Säulen, die den zentralen Korpus stützen, der von Marmorstatue der heiligen Terese überragt wird, die ihren gekreuzigten Bräutigam zwischen einem Bündel Rosen umarmt.
Die Seitenaltäre, die der Madonna und den Heiligen der Karmeliten gewidmet sind, sind mit Gemälden von Ballerini ausgestattet, der Herz-Jesu-Altar aus Marmor stammt von Carnevali. In der Reliquienkapelle wird ein Teil eines Wirbels und das Kruzifix der Heiligen aufbewahrt.
Die Glasfenster stellen einige der Karmelitenheiligen dar und strahlen goldenes und mehrfarbiges Licht aus.